# Rhosus unipuncta
Rhosus unipuncta là một loài bướm đêm trong họ Noctuidae.